# Мазур, Влодзимеж
Влодзимеж Мазур (пол. Włodzimierz Mazur; 18 апреля 1954 — 1 декабря 1988) — польский футболист, выступавший на позиции нападающего.

## Биография
Выступал за «Заглембе» из Сосновца на протяжении почти всей своей карьеры, выиграв с ним дважды Кубок Польши в 1977 и 1978 году и став лучшим бомбардиром чемпионата Польши в 1977 году (17 голов). Два сезона отыграл во Франции за «Ренн», со сборной Польши выступал на чемпионате мира 1978 года.
Как игрок отличался невероятным здоровьем: по воспоминаниям Лешека Бачиньского, почётного президента «Заглембе» Сосновца, Мазур был «здоров как лошадь» и после госпитализации быстро восстанавливался. После игровой карьеры он занялся тренерской работой в Сосновце.
28 ноября 1988 года, отправляясь в магазин в Миловице, Мазур неожиданно потерял сознание и упал, уронив нескольких человек в очереди. Врачи не смогли спасти его жизнь.
Ежегодно проводится турнир памяти Мазура.